# Archange de Sopó
Les archanges de Sopó sont une collection de peintures à l'huile de la période coloniale de la Colombie. Ils ornent l'église du Saint Sauveur à Sopó.
Cette collection d'œuvres d'art a une valeur historique importante. Les archanges passent pour avoir été peints vers 1650, mais l'artiste et le lieu de production restent inconnus. Certains experts croient que ces peintures sont de Baltasar de Figueroa, d'autres les attribuent au peintre équatorien Miguel de Santiago (es), et selon une troisième théorie, l'auteur de ces œuvres serait le peintre bogotain Bernabé de Posadas. 
Aux termes d'un accord conclu avec le musée d'art religieux de la Banque de la République et l'Institut colombien de la culture, le Centre national de restauration procéda, de février 1985 à juillet 1986, à la restauration des douze peintures à l'huile de 2,38 m sur 1,67 m qui représentaient onze archanges et l'ange gardien. Chaque toile est identifiée par le nom hébreu de l'ange et sa signification en espagnol :

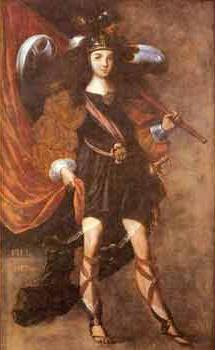
Ariel, Comando de Dios (garde de Dieu)
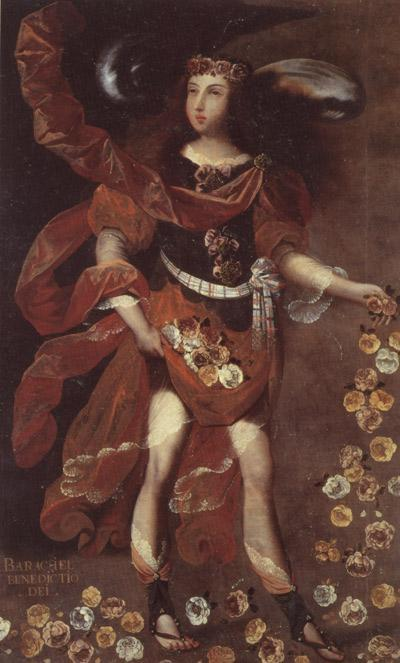
Barachiel, Bendición de Dios (bénédiction de Dieu)
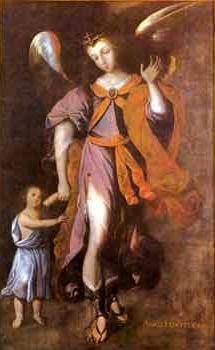
Ange gardien, symbole de la compagnie de Dieu
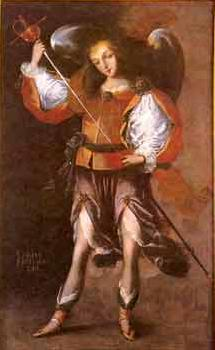
Esriel, Justicia de Dios (justice de Dieu)
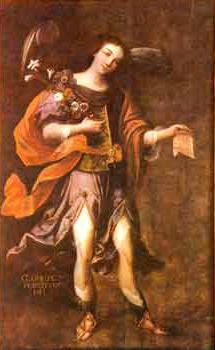
Gabriel, Fortaleza de Dios (forteresse de Dieu)
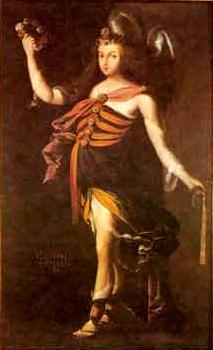
Jéhudiel, Penitencia de Dios (pénitence de Dieu)
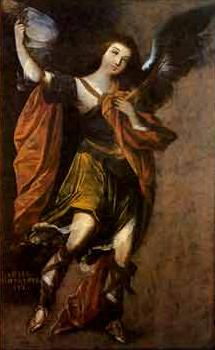
Laruel, Misericordia de Dios (miséricorde de Dieu)
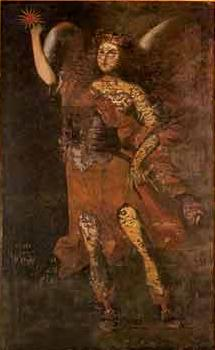
Leadh, Potencia de Dios (puissance de Dieu), peinture fort endommagée
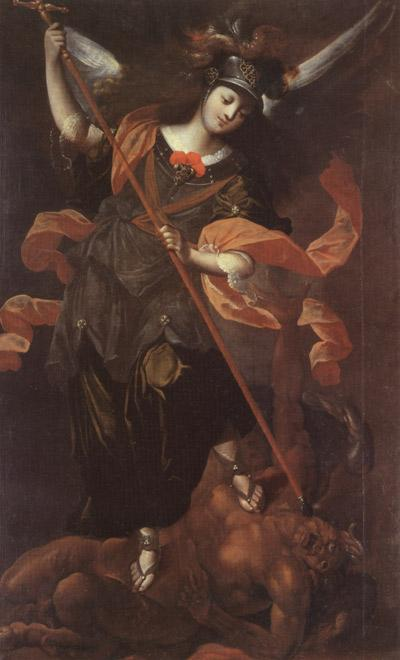
Michel, ¿Quién como Dios? (qui ressemble à Dieu), représentation de la victoire de Dieu sur le démon
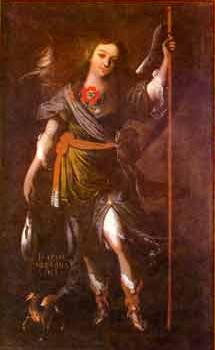
Raphaël, Medicina de Dios (médecine de Dieu)
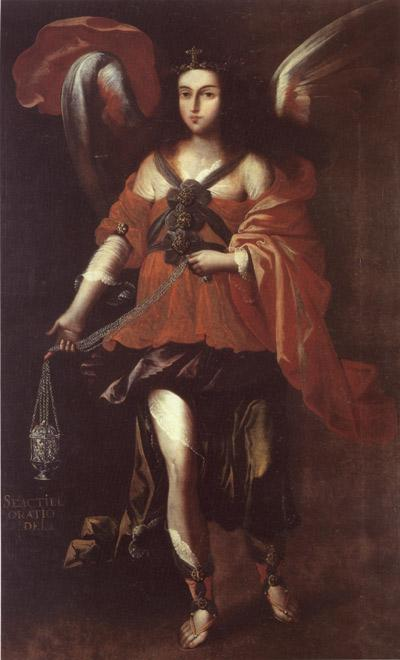
Seactiel, Oración de Dios (prière de Dieu)
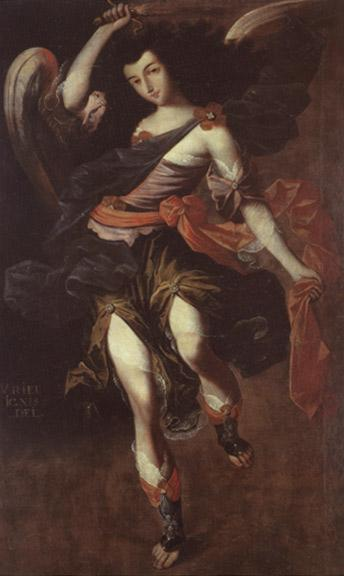
Uriel, Fuego de Dios (feu de Dieu)

La collection de ces œuvres acquiert le statut de monument national via le décret no 3054 du 19 décembre 1990. 